# 段日陸眷
段日陸眷（?—?），一名就陆眷，段部的首位首領。

## 生平
段日陆眷出自辽西郡，在动乱中被卖给渔阳郡乌丸的庫辱官氏为家奴。一次诸部大人在幽州集会，他们都持有唾壶，只有庫辱官氏没有，他就把唾液吐在段日陆眷口中。段日陆眷竟然吞下了唾液，向西拜天說：“希望把主君的智慧和有禄的相貌全部移入到我的腹中。”之后渔阳郡发生大饥荒，庫辱官氏认为段日陆眷健壮勇敢，就让他带人到辽西郡去寻找食物，段日陆眷在辽西郡招纳收聚逃亡叛乱之徒，于是强盛起来。段日陆眷死后，他的弟弟段乞珍承袭为首领。